# Izpoved žene
Pisateljica Marta Grom je Izpoved žene (COBISS) sama označila za ženski roman, saj ga je navsezadnje napisala ženska in je namenjen predvsem bralkam. Delo je izšlo leta 1964 pri Koprski založbi Lipa. 

## Zgodba
Roman je avtobiografski, pripovedovalka je glavna junakinja Anica. Anica je bila v mladostnih letih šibka in nerazvita deklica, ki je zmeraj živela v senci svoje lepe, priljubljene starejše sestre Nade in ob bolehnem bratu Ivanu, ki ga je imela neizmerno rada. Pove nam o prvem poljubu z Andrejem in o strahu, da bi zaradi tega zanosila, ter o pravi ljubezni z Maksom, ki jo prepreči vojna. Po vojni se Anica zaposli v mestu. Tu spozna nove ljudi, med njimi Miloša, ki jo ljubi, in Tomaža, vsiljivega, priliznjenega fanta, s katerim se poroči zaradi njegove grožnje s samomorom. Kasneje se loči in ostane sama s štirimi otroki.    